# Carl Otto Rosin
Carl Otto Rosin, född 26 december 1814 i Hallingebergs församling, Kalmar län, död 20 april 1885 i Västra Eds församling, Kalmar län, var en svensk präst.

## Biografi
Carl Otto Rosin föddes 1814 i Hallingebergs församling. Han var son till kaptenen Carl Fredrik Rosin och Kristina Sofia Rydelius. Rosin blev höstterminen 1832 student vid Uppsala universitet och prästvigdes 16 december 1838. Han blev 15 januari 1849 komminister i Tryserums församling och 20 mars 1854 komminister i Törnsfalls församling. Rosin avlade 1857 pastoralexamen och blev 25 april 1857 kyrkoherde i Tryserums församling. Han blev 1862 vikarierande kontraktsprost i Norra Tjusts kontrakt och 1865 kyrkoherde i Västra Eds församling. Rosin blev 1865 ordinarei kontraktsprost i Norra Tjusts kontrakt. Han avled 1885 i Västra Eds församling.